# Nycteridopsylla levantina
Nycteridopsylla levantina är en loppart som beskrevs av Jordan 1942. Nycteridopsylla levantina ingår i släktet Nycteridopsylla och familjen fladdermusloppor. Inga underarter finns listade i Catalogue of Life.